# Charles Buxton
Charles Buxton (Cobham, Surrey, 18 de noviembre de 1823 - 10 de agosto de 1871) fue un cervecero inglés, filántropo, escritor y miembro del Parlamento Británico.

## Biografía
Buxton nació en Cobham, Surrey. Fue el tercer hijo de Sir Thomas Buxton, un notable cervecero, miembro del parlamento y reformador social. Siguió los pasos de su padre, convirtiéndose en socio de la cervecería Old Truman Brewery Truman, Hanbury, Buxton, & Co en Brick Lane, Spitalfields, Londres, y luego en miembro del parlamento por el partido Liberal durante los siguientes períodos:
- 1857–1859 por Newport (Isla de Wight)
- 1859–1865 por Maidstone
- 1865–1871 por Surrey

Su hijo Sydney Buxton fue también miembro del Parlamento y gobernador de Sudáfrica.
El 7 de febrero de 1850, se casó con Emily Mary Holland, la hija mayor del médico Sir Henry Holland médico de la reina Victoria I.
Después de la muerte de su padre, Buxton encargó al arquitecto Samuel Sanders Teulon el diseño de la Buxton Memorial Fountain que se encuentra en Victoria Tower Gardens, Westminster para conmemorar a su padre y a otros por su participación en la abolición de la esclavitud.
El Buxton Memorial Fountain lleva la dedicación : Erigida en 1865 por Charles Buxton Miembro del parlamento en conmemoración de la emancipación de los esclavos en 1834 y en memoria de su padre, Sir T Fowell Buxton, y aquellos asociados con él: William Wilberforce, Thomas Clarkson, Zachary Macaulay, Henry Brougham, Dr Stephen Lushington y otros.
Charles Buxton escribió las siguientes obras:
- Memorias de Sir Thomas Fowell Buxton y Selecciones de su Correspondencia, publicadas en 1848.

- Esclavitud y Libertad en las Indias Británicas Occidentales, publicada en 1860.